# Roig Arena
El Roig Arena es un pabellón cubierto multiespacio, multiusos y flexible que alberga principalmente los encuentros como local del del Valencia Basket Club de baloncesto en la ciudad de Valencia, capital de la Comunidad Valenciana, España. Tiene una capacidad de 15.600 espectadores en partidos de baloncesto y de hasta 20.000 en conciertos con escenario en modo 360 grados.
Dispone, además, de una sala multiusos que posee una superficie de 1 200 metros cuadrados, la cual, además de contar con camerinos, backstage o distintas áreas de trabajo, es subdivisible para adecuarse al espectáculo deseado con un máximo de 2 000 personas de aforo.

## Tecnología
La experiencia visual del Roig Arena contará con 1 700 metros cuadrados de pantallas LED y más de 500 monitores LCD del fabricante LG.
"El Ojo" será uno de los elementos más destacados, una pantalla LED exterior de 300 metros cuadrados, ubicada en la fachada noroeste del arena, coincidiendo con el acceso principal para los asistentes.
Dentro del recinto, se ubicará el videomarcador central de más de 250 metros cuadrados. Esta pantalla estará formada por cuatro paneles LED, diseñados con esquinas redondeadas para garantizar una visualización continua y de alta definición sin interrupciones. Una característica notable será su capacidad para ascender hasta quedar oculta o descender hasta el nivel del suelo, eliminando la necesidad de desmontaje y permitiendo una adaptación perfecta a los diversos requisitos de cada evento.
Para completar la experiencia, el recinto también contará en uno de los fondos con una pantalla LED de 520 metros cuadrados (76 metros de anchura) configurable en forma de “U”, y otra pantalla LED de 100 metros cuadrados que servirán de apoyo en los eventos musicales para mostrar imágenes o vídeos del artista.
Por último, la base del tercer anillo contará con un ribbon perimetral LED que recorrerá todo el recinto proporcionando información, publicidad y animación.

## Historia
Desde 2003 el Valencia Basket lleva anunciando un posible cambio de pabellón para 2015 o 2016, habiendo más de dos multinacionales interesadas en financiar el proyecto, pero finalmente nunca se materializó esta idea. Desde 1987 el Valencia Basket disputa sus partidos en el Pabellón Fuente de San Luis.
En 2017 el equipo ya empezó a trabajar en el proyecto del nuevo pabellón y al año siguiente Juan Roig, principal accionista de Mercadona anunció que construiría un pabellón para 15.000 espectadores inspirado en el Mercedes-Benz Arena de Berlín. Aunque al principio se hablaba de la compra del suelo para realizar la obra, el Ayuntamiento de Valencia se negó a vender dicho suelo y apostar por una concesión municipal, que tras las negociaciones se especificó que duraría 50 años.
En 2020 se anuncia que su capacidad será mayor a la inicialmente establecida, se aprueba el PGOU y comienza la construcción del recinto.
El 9 de septiembre de 2024 se inauguró el parking  asociado al recinto, sito en la avenida Hermanos Maristas, 16.

## Eventos

### Deportivos
| Año  | Fecha(s)       | Deporte   | Evento            | Asistencia | Caja |
| ---- | -------------- | --------- | ----------------- | ---------- | ---- |
| 2026 | Mayo de 2026   | Futbol 7  | Kings League      |            |      |
| 2028 | 13-30 de enero | Balonmano | Europeo Masculino |            |      |

### Conciertos
| Año  | Fecha(s)          | Nacionalidad | Artista         | Tour                              | Telonero(s)    | Asistencia     | Caja           |
| ---- | ----------------- | ------------ | --------------- | --------------------------------- | -------------- | -------------- | -------------- |
| 2025 | 12 de septiembre  | Colombia     | Camilo          |                                   |                |                |                |
| 2025 | 20 de septiembre  | España       | Manuel Carrasco | Tour Salvaje                      |                |                |                |
| 2025 | 2 de octubre      | España       | Quevedo         | Buenas Noches Tour                | Por determinar | Por determinar | Por determinar |
| 2025 | 9 y 11 de octubre | España       | Joaquín Sabina  | Hola y adiós                      |                |                |                |
| 2025 | 22 de noviembre   | España       | Mónica Naranjo  | Greatest Hits Tour                |                |                |                |
| 2025 | 6 de diciembre    | España       | David Bisbal    | Todo es posible en Navidad        |                |                |                |
| 2026 | 9 de enero        | España       | Sen Senra       | PO2054AZ: La Última Misa          |                |                |                |
| 2026 | 14 de febrero     | España       | Celtas Cortos   | 40 años contando cuentos          | Por determinar | Por determinar | Por determinar |
| 2026 | 26 de marzo       | Alemania     | Hans Zimmer     | Hans Zimmer Live – The Next Level | Por determinar | Por determinar | Por determinar |
| 2026 | 9 de mayo         | España       | Dani Martín     | 25 P*t*s años                     |                |                |                |

### Festivales
| Año  | Fecha(s)      | Festival            |
| ---- | ------------- | ------------------- |
| 2025 | 18 de octubre | Discoteca de los 80 |

### Ceremonias de premios
| Año  | Fecha(s)       | Premio             |
| ---- | -------------- | ------------------ |
| 2025 | 7 de noviembre | LOS40 Music Awards |